# ザラアシドロガメ
ザラアシドロガメ（Kinosternon hirtipes）は、爬虫綱カメ目ドロガメ科ドロガメ属に分類されるカメ。別名ゴツアシドロガメ。

## 分布
K. h. hirtipes　メキシコバレードロガメ
メキシコ（メヒコ州東部、メキシコシティのメキシコ盆地）
模式標本の産地（模式産地）はメキシコシティ周辺。
K. h. chapalaense　チャパラドロガメ
メキシコ（ハリスコ州東部、ミチョアカン州北部のチャパラ盆地）固有種
K. h. magdalense　マグダレナドロガメ
メキシコ（ミチョアカン州北西部のマグダレナ渓谷）
模式産地はサン・ファニコ湖で、英名の由来になっている。亜種小名magdalenseは「マグダレナの」の意。
K. h. murrayi　ビッグベンドドロガメ
アメリカ合衆国（テキサス州南西部）、メキシコ（グアナフアト州、ケレタロ州、コアウイラ州、サカテカス州、チワワ州東部、ドゥランゴ州、ハリスコ州北東部、ミチョアカン州北東部、メヒコ州北部）
K. h. tarascense　パックアロドロガメ
メキシコ（ミチョアカン州南部のパックアロ盆地）

### 絶滅した分布域
K. h. magacephalum　オオアタマドロガメ
メキシコ（コアウイラ州南西部）

## 形態
最大甲長18.5センチメートル。背甲はやや扁平で、上から見るとやや細長い卵型。椎甲板と肋甲板に不明瞭な筋状の盛り上がり（キール）があるが、老齢個体では消失することもある。第1椎甲板と第2縁甲板が接する。背甲の色彩は淡黄褐色や暗黄色、暗褐色、褐色で、甲板の継ぎ目（シーム）に沿って暗色の斑紋が入る個体もいる。腋下甲板と鼠蹊甲板が接する。腹甲はやや小型。蝶番はあるが腹甲板と股甲板の継ぎ目より後方の腹甲（後葉）が小型なため、腹甲を折り曲げても隙間ができる。腹甲の色彩は黄色や淡黄褐色、褐色。
吻端はやや突出し、上顎の先端は鉤状に弱く尖る個体が多い。喉に髭状突起がある。顎を覆う角質（嘴）は淡黄褐色や灰色で、暗色の筋模様が入る個体が多いが老齢個体では消失することもある。頸部や四肢は先端が尖ったやすり状の鱗で覆われる。種小名hirtipesは「ざらざらした足の」の意で、頸部や四肢の鱗に由来すると考えられ和名や英名（rough-footed）と同義。
卵は長径2.4-3.3センチメートル、短径1.5-1.9センチメートルの楕円形。孵化直後の幼体は甲長2-2.7センチメートル。オスの成体は大腿部にパッチ状の大型鱗があり、尾の先端に鉤状の大型鱗がある。メスや幼体は尾の先端に尖った小型鱗がある。
K. h. hirtipes　メキシコバレードロガメ
最大甲長14センチメートル。雌雄で甲長は変わらない。背甲と腹甲の継ぎ目（橋）が短い（オス甲長の17.6%、メス甲長の21.7%）。左右の股甲板の継ぎ目の長さ（間股甲板長）はオス甲長の6.9%、メス甲長の7.1%、左右の肛甲板の継ぎ目の長さ（間肛甲板長）はオス甲長の20.6%、メス甲長の25.8%。
吻端を覆う鱗（吻端板）は三角形や菱形などで、喉の髭状突起は4本。
K. h. chapalaense　チャパラドロガメ
最大甲長15.2センチメートル。雌雄であまり甲長は変わらないが、メスは最大甲長14.9センチメートル。橋が長い（オス甲長の20.3%、メス甲長の25.3%）。左右の喉甲板の継ぎ目の長さ（間喉甲板長）はオス甲長の13%未満、メス甲長の18.5%未満、間肛甲板長はオス甲長の19.1%、メス甲長の25.2%。
吻端板はアルファベットの「U」、「V」字や三日月形で、喉の髭状突起は2-6本。
K. h. magacephalum　オオアタマドロガメ
最大甲長11.7センチメートル。橋が短い（オス甲長の17.3%、メス甲長の23.9%）。
頭部は大型で、亜種小名magacephalumも「巨大な頭」の意。吻端板はアルファベットの「V」字状で、喉の髭状突起は6-8本。
K. h. magdalense　マグダレナドロガメ
最大甲長9.4センチメートルと、最小亜種。雌雄であまり甲長は変わらないが、メスは最大甲長9.1センチメートル。橋が短い（オス甲長の18.5%、メス甲長の19.7%）。間喉甲板長はオス甲長の9.9%、メス甲長の11%。
吻端板はアルファベットの「V」字状で、喉の髭状突起は4本。
K. h. murrayi　ビッグベンドドロガメ
最大亜種。メスよりもオスの方が大型になり、メスは最大甲長15.7センチメートル。橋が長い（オス甲長の20%、メス甲長の23.7%）。間喉甲板長はオス甲長の20%、メス甲長の23.7%、間股甲板長は甲長の6%以上、間肛甲板長はオス甲長の22%未満、メス甲長の26%未満。
吻端板はアルファベットの「V」字状で、喉の髭状突起は4本。
K. h. tarascense　パックアロドロガメ
最大甲長13.6センチメートル。雌雄であまり甲長は変わらないが、メスは最大甲長13.2センチメートル。橋が短い（オス甲長の18%、メス甲長の21.4%）。間喉甲板長はオス甲長の11%、メス甲長の12.8%、間肛甲板長はオス甲長の15.9%、メス甲長の20.9%。
吻端板はアルファベットの「V」字状で、喉の髭状突起は4本。

## 分類
属内ではヒゲナガドロガメと最も近縁と考えられている。
亜種ビッグベンドドロガメの亜種小名murrayiはLeo Murrayへの献名。亜種パックアロドロガメの亜種小名tarascenseは原住民名に由来する。
- Kinosternon hirtipes hirtipes　(Wagler, 1830)　メキシコバレードロガメ　Valley of Mexico mud turtle
- Kinosternon hirtipes chapalaense　Iverson, 1981　チャパラドロガメ　Lake Chapala mud turtle
- Kinosternon hirtipes magdalense　Iverson, 1981　マグダレナドロガメ　San Juanico mud turtle
- Kinosternon hirtipes murrayi　Glass & Hartweg, 1951　ビッグベンドドロガメ　Mexican Plateau mud turtle
- Kinosternon hirtipes tarascense　Iverson, 1981　パックアロドロガメ Patzcuaro mud turtle

### 絶滅亜種
- Kinosternon hirtipes magacephalum　Iverson, 1981　オオアタマドロガメ　Viesca mud turtle

## 生態
標高800-2,600メートルにある河川、湖、池沼などに生息する。主に夜行性だが、昼間に活動することもある。乾季になり水場が干上がると、別の水場へ移動する。
食性はほぼ動物食で、昆虫、甲殻類、巻貝などを食べるが、魚類、両生類の幼生、ミミズなども食べる。
繁殖形態は卵生。主に5-9月に1回に1-7個の卵を年に2-4回に分けて産む。29 ℃の環境下で196-201日で孵化した例がある。野生下では甲長10センチメートル（オス生後5-7年、メス生後7-8年）で性成熟すると考えられている。

## 人間との関係
亜種パックアロドロガメや亜種マグダレナドロガメは生息地で食用や薬用とされることもある。
開発による生息地の破壊、水質汚染や水位低下などにより生息数は減少している。亜種オオアタマドロガメは少数の標本から記載されたが記載以前の1970年代に生息地の消失により絶滅したと考えられ、基亜種も2000年代からほぼ採集例がないことから野生個体の絶滅が懸念されている。アメリカ合衆国では州で保護の対象とされている。
ペットとして飼育されることがあり、日本にも輸入されている。メキシコ国内に分布する爬虫類の輸出が法的に厳しく制限されているため、流通量は少ないが亜種内では亜種チャパラドロガメや亜種ビッグベンドドロガメの流通量が多い。野生下では動物食だが、飼育下では配合飼料などにも餌付く。